# Barchessa di Villa Thiene
La barchessa di Villa Thiene è un edificio rurale in località Cicogna di Villafranca Padovana progettato intorno al 1556 dall'architetto Andrea Palladio. La barchessa è l'unica parte realizzata di una villa progettata da Palladio per Francesco Thiene e i suoi figli Odoardo e Teodoro.

## Storia e descrizione del progetto

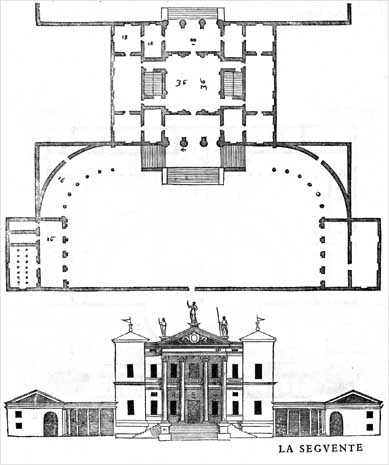
Pianta e prospetto del progetto della villa (mai portato a compimento), da I quattro libri dell'architettura di Palladio

Ne I quattro libri dell'architettura Palladio dichiara che fu Francesco a dare inizio al cantiere, e poiché questi morì nel 1556 è probabile che il progetto palladiano sia stato redatto poco prima. Nel 1563 il cantiere è in piena attività, e una mappa dell'anno successivo ben rappresenta lo stato dei lavori, che si arrestano nel 1567, quando Odoardo abbandona precipitosamente Vicenza per fuggire in terra protestante per motivi religiosi. Andrea Palladio era probabilmente amico personale di Odoardo, tanto è vero che lo assiste nel momento concitato della fuga, presenziando all'atto notarile di nomina del fratello Teodoro a procuratore delle proprietà abbandonate forzosamente dietro di sé.
Il progetto di villa Thiene è documentato dall'incisione dei Quattro libri. Decisamente ambizioso, era caratterizzato da una grande loggia a ordine gigante, serrata da torri ai quattro angoli dell'edificio. Della barchessa realizzata esiste un disegno di mano di Marcantonio Palladio, assai vicino all'eseguito. Essa sarebbe stata connessa al corpo dominicale da due porticati ricurvi, che pressoché negli stessi anni Palladio progettava per villa Badoer a Fratta Polesine.

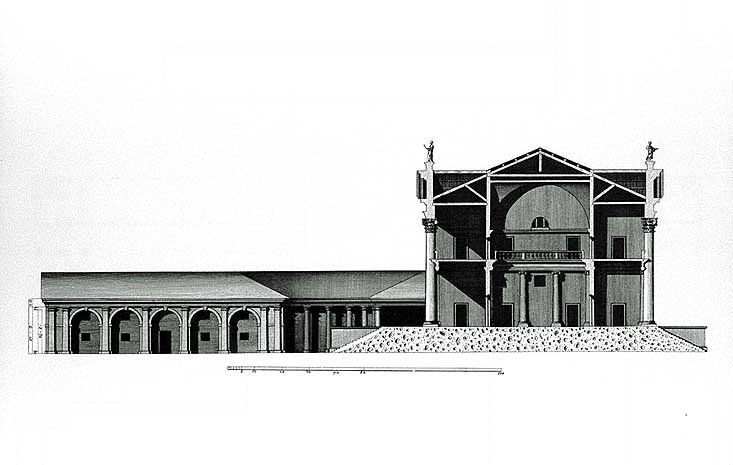
Sezione del progetto palladiano mai portato a compimento (Ottavio Bertotti Scamozzi, 1781)
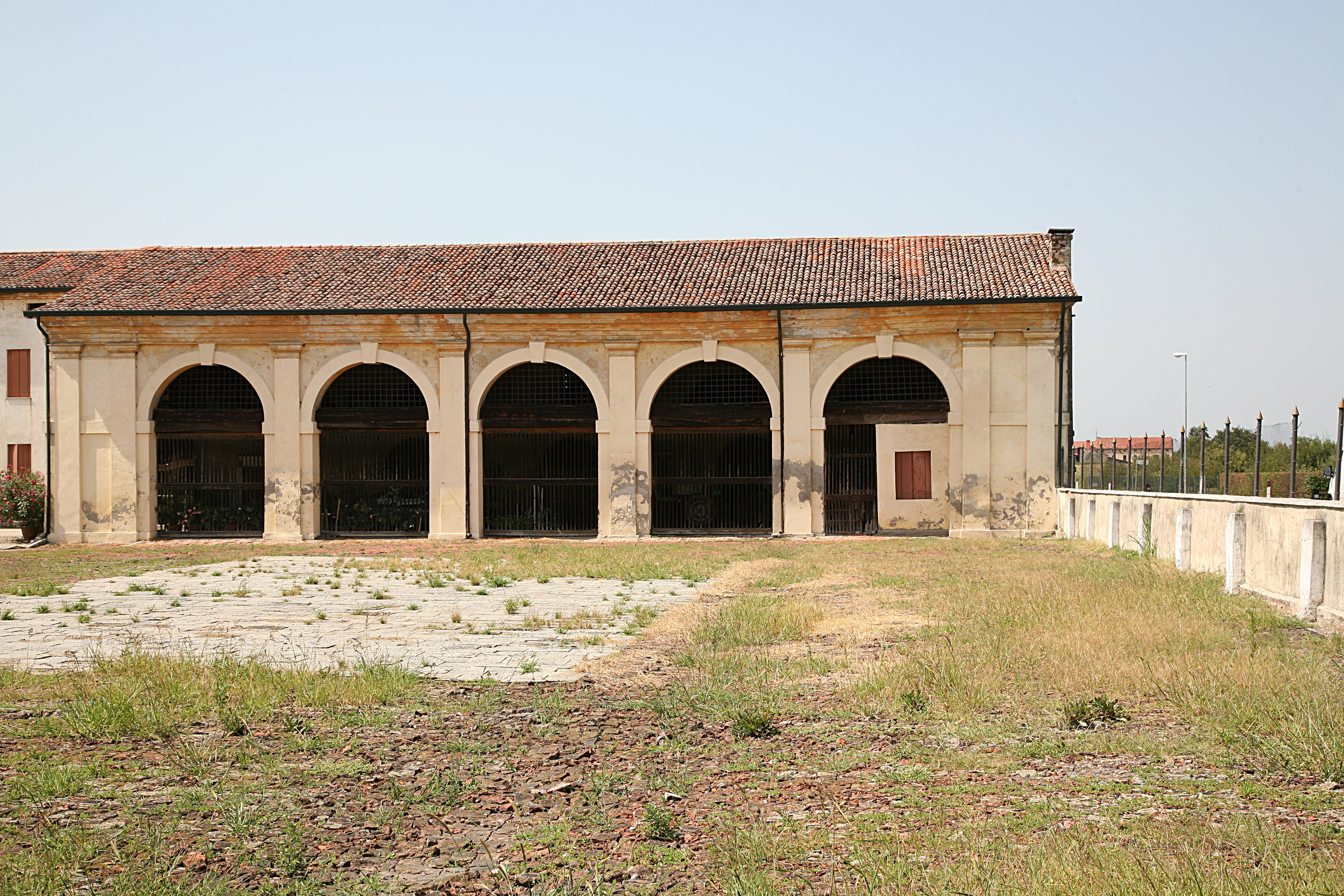
Vista frontale